# Aspalathus radiata
Aspalathus radiata är en ärtväxtart som beskrevs av Rolf Martin Theodor Dahlgren. Aspalathus radiata ingår i släktet Aspalathus och familjen ärtväxter.

## Underarter
Arten delas in i följande underarter:
- A. r. pseudosericea
- A. r. radiata